# Maledetta mia
Maledetta mia è un film documentario del 2003 diretto da Wilma Labate.
Il film presenta interviste a giovani anarchici, artisti, hacker, poeti, rapper e militanti politici.